# Amtsgericht Belgard
Das Amtsgericht Belgard war ein preußisches Amtsgericht mit Sitz in Belgard, Provinz Pommern.

## Geschichte
In Belgard bestand von 1849 bis 1879 das Kreisgericht Belgard. Das königlich preußische Amtsgericht Belgard wurde mit Wirkung zum 1. Oktober 1879 als eines von zwölf Amtsgerichten im Bezirk des Landgerichtes Köslin im Bezirk des Oberlandesgerichtes Stettin gebildet. Der Sitz des Gerichtes war Belgard. Sein Gerichtsbezirk umfasste den Kreis Belgard ohne den Teil, der dem Amtsgericht Polzin zugeordnet war. Am Gericht bestanden 1880 drei Richterstellen. Das Amtsgericht war damit ein großes Amtsgericht im Landgerichtsbezirk. Gerichtstage wurden in Groß-Tychow gehalten.
Im Jahre 1945 wurden der größte Teil Pommerns, darunter der Sprengel des Amtsgerichtes Belgard, unter polnische Verwaltung gestellt und die deutschen Bewohner vertrieben. Damit endete die Geschichte des Amtsgerichtes Belgard. Unter polnischer Verwaltung entstand das Sąd Rejonowy w Białogardzie (1950–1975: Sąd Powiatowy w Białogardzie).